# Розподільна хроматографія
Розподі́льна хроматогра́фія — хроматографічний метод, при якому нерухома (стаціонарна) фаза хімічно пов'язана з поверхнею нерухомого носія. Рухомою фазою є рідина, яка слугує розчинником, або газ (газорідинна хроматографія). Поділ відбувається за рахунок відмінності полярності сполук, які розділяють.
Окремим видом розподільної хроматографії є оберненофазова хроматографія.
Арчер Мартін та Річард Синг 1952 року за розробку основ методу розподільної хроматографії отримали Нобелівську премію з хімії.